# Teatro San Leonardo
Il Teatro San Leonardo è un centro teatrale situato nella zona universitaria di Bologna, con due sale da circa duecento posti. È nato nel 1960, a cura del GTV ( Gruppo Teatrale Viaggiante ) diretto dal regista Luciano Leonesi e dal drammaturgo Loriano Macchiavelli. Nel triennio 1968-69-70 questo grazioso teatrino ha ospitato anche tutti gli spettacoli politici del " Canzoniere delle Lame " di Bologna e dei canzonieri e cantautori politici italiani di passaggio a Bologna.
È ricavato all'interno della ex chiesa di San Leonardo e dei suoi locali circostanti, in via San Vitale, 63 e 67 a Bologna, a due passi dalle Due Torri.
Dopo il prolifico iniziale ventennio 1960-80, gestito dal GTV, dal 1983 al 1995 il "Teatro San Leonardo" è stato gestito dalla Cooperativa di teatro per ragazzi "La Baracca" (ora Teatro Testoni). In seguito è divenuto sede del laboratorio permanente del regista Leo De Berardinis. Poi nel 2003, è stato ribattezzato "Circoteatro Sanleonardo" dalla gestione Scuola di Teatro di Bologna "Alessandra Galante Garrone". I due locali di questo spazio teatrale furono utilizzati in questa fase sia per la formazione che per la presentazione di una stagione teatrale caratterizzata per l'inserimento in cartellone di spettacoli di "Nouveau Cirque". Successivamente una sala è divenuta luogo di lavoro del Teatrino Clandestino, l'altra è dal 2011 sede del Centro di Ricerca Musicale gestito da AngelicA - festival internazionale di musica. Con questa nuova veste il teatro ha ripreso il vecchio nome "Teatro San Leonardo".